# Krotoszyn
Krotoszyn (česky Kratošín, německy Krotoschin, v jidiš קארטשין‎, Kortshin) je město v okrese Krotoszyn ve středním Polsku. V roce 2005 zde žilo 30 010 obyvatel. Od roku 1999 je město součástí Velkopolského vojvodství, v letech 1975-1998 bylo součástí Kališského vojvodství.

## Dějiny

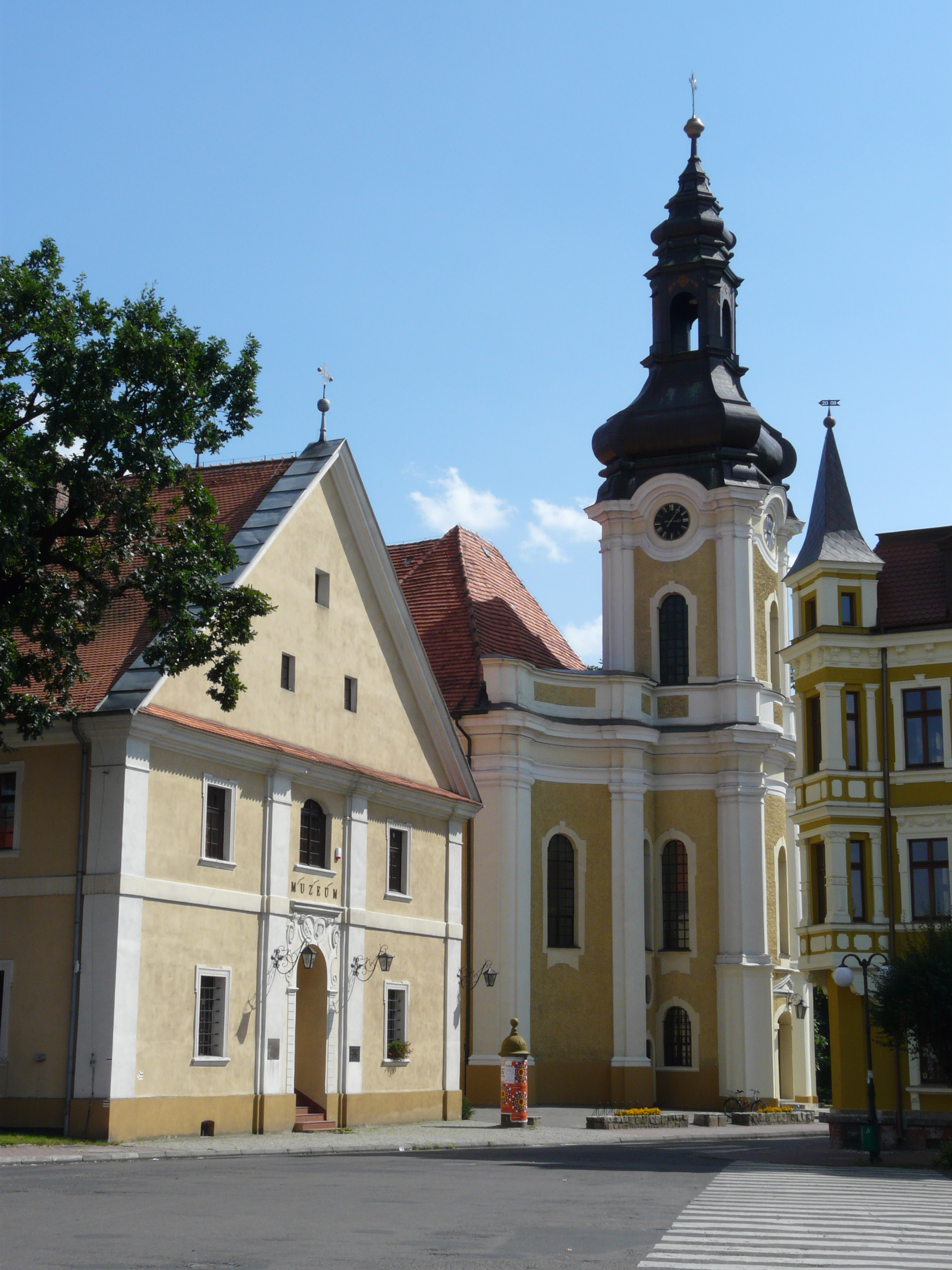
Regionální muzeum a barokní kostel svatých Petra a Pavla

Město Kratošín v tehdejším Kališském vojvodství ve Velkopolské provincii Polského království založil místní šlechtic a účastník bitvy u Grunwaldu, Wierzbięta Krotoski, jemuž v roce 1415 král Vladislav II. Jagellonský udělil městská práva. Zpočátku šlo o tzv. soukromé město vlastněné rodinami Krotoských, Niewieských, Rozdrażewských a Potockých. V roce 1453 město zasáhl velký požár a poté mu král Kazimír IV. udělil nové výsady, zřídil týdenní trh a tři výroční trhy.
Město se rozvíjelo jako oblastní obchodní a řemeslné středisko na křižovatce obchodních cest Kališ - Hlohov a Toruň - Vratislav. Během třicetileté války v roce 1628 se ve městě usadili protestanti z Německa. Během švédské invaze do Polska v roce 1656 Švédové město vyplenili, to se však brzy zotavilo a konání vyhlášených veletrhů bylo obnoveno.
V roce 1793 při druhém dělení Polska bylo území připojeno k Pruskému království, ale již v roce 1807 ho Poláci znovu krátkodobě získali a připojili k Varšavskému vévodství, avšak v roce 1815 bylo znovu připojeno k Prusku. V roce 1871 se stalo součástí Německého císařství a město spadalo pod pruské Poznaňsko (Posen).
Kratošínský hrad se stalo centrem mediatizovaného knížectví vytvořeného v roce 1819 z držení pruské koruny a bylo uděleno knížatům z Thurn-Taxisu jako kompenzace za postoupení pruského poštovního systému a poněmčeno. Během velkopolského povstání v roce 1848 Němci a Židé zaútočili na místní polské úřady a Poláci se museli přesunout do Kožmína. Poláci později, navzdory germanizačním tlakům, založili několik organizací (průmyslovou společnost, družstevní banku a místní pobočku polské gymnastické společnosti Sokół).

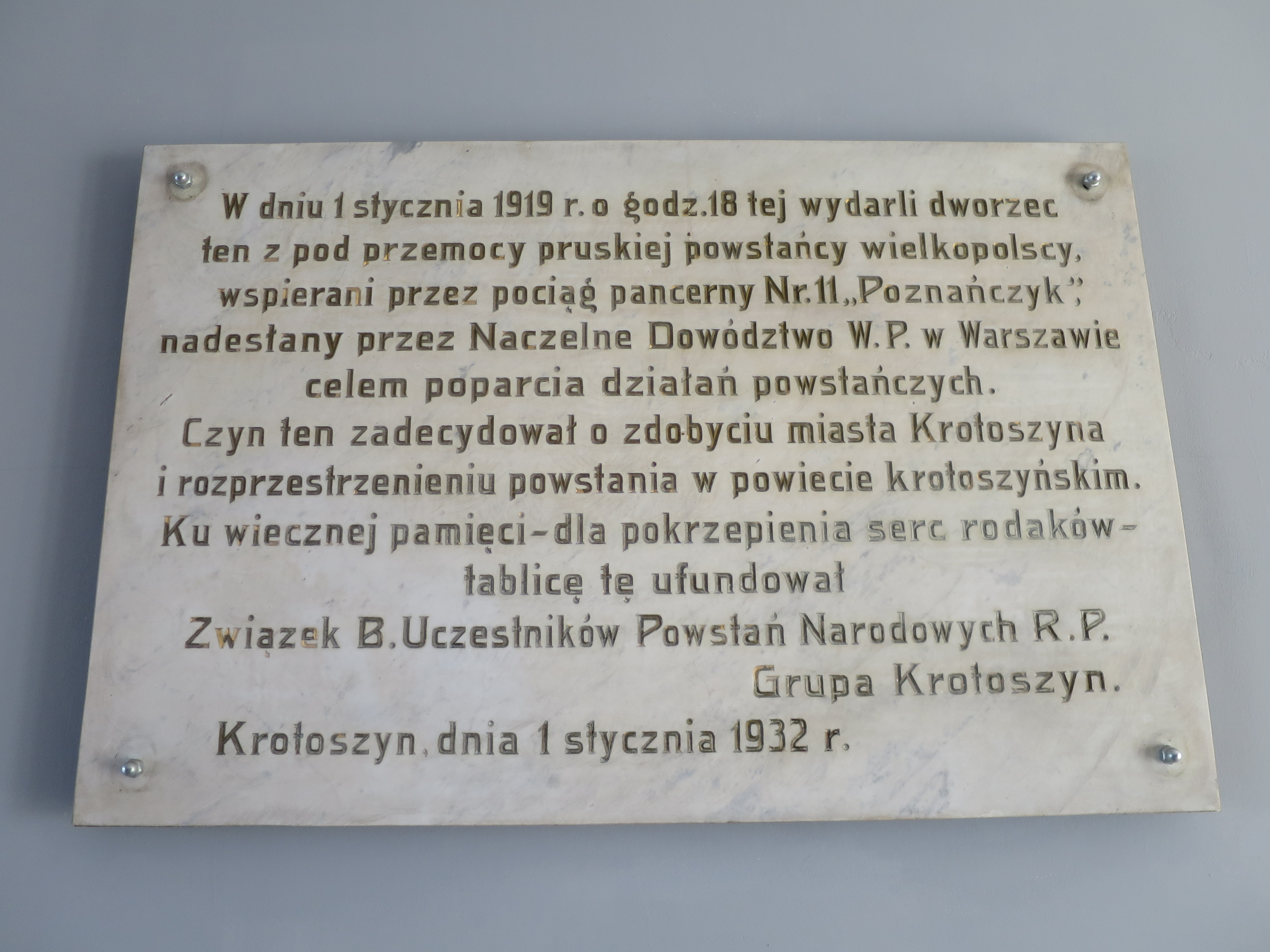
Pamětní deska připomínající převzetí vlakového nádraží polskými povstalci v roce 1919

V letech 1918–1919 se mnoho místních obyvatel účastnilo Velkopolského povstání, během něhož povstalci 1. ledna 1919 město osvobodili, téměř dva měsíce po vyhlášení nezávislosti Polska.
1. září 1939, první den invaze do Polska, který byl zároveň začátkem druhé světové války, německá armáda zaútočila také na Kratošín. 2. září Němci bombardovali vlak s polskými civilisty, kteří prchali z Kratošína před Wehrmachtem a zabili 300 osob. 4. září město obsadili. Němci zde založili tranzitní tábor pro polské válečné zajatce a táborem prošlo přes 4 500 polských vojáků. Během německé okupace byla polská populace masově zatýkána, diskriminována, vyhoštění a popravy a území germanizováno. Přesto se místním Polákům podařilo zorganizovat podzemní odbojové hnutí, které zahrnovalo tajné vzdělávání v polštině, skautské jednotky a místní buňku Zemské armády. Město bylo osvobozeno sovětskými jednotkami a místními Poláky v lednu 1945.

## Hospodářství
Dominantní je obchod s obilím a osivem a nachází se zde sídlo polské pobočky německé firmy Mahle .

## Osobnosti města
- Robert Baran (* 1992) - polský zápasník–volnostylař za LKS Ceramik Krotoszyn
- Wilhelm von Benda zu Krotoschin (1779-1860) - český hudební skladatel z rodu Bendů, povýšen do šlechtického stavu
- Katarzyna Grochola (* 1957) - populární polská spisovatelka
- John Monash (1865–1931) - australský generál a stavební inženýr
- Georg Huth (1867–1906) - německý orientalista
- Šabtaj ben Josef (zv. Josef Pražský nebo Mešorer, 1641– 1718) - židovský spisovatel, učenec, bibliograf a vydavatel, zemřel v Kratošíně
- Izidor Kališ (1816–1886) - reformní rabín
- Theodor Kullak (1818–1882) - německý klavírista a skladatel
- Marian Langiewicz (1827–1887) - polský vojenský vůdce lednového povstání
- Marcin Lijewski (* 1977) - polský házenkář
- Otto Roquette (1824–1896) - německý autor
- Maria Siemionowá (nar. 1950) - světově proslulá polská vědkyně a mikroskopička
- Melitta von Stauffenberg (rozená Schillerová) (1903–1945) - slavná německá zkušební pilotka druhé světové války
- David Cvi Banet (1893–1973) - orientalista a profesor arabských studií na hebrejské univerzitě v Jeruzalémě

## Mezinárodní vztahy

### Partnerská města
Kratošín je spojen s:
- Bucak, Turecko
- Brummen, Nizozemsko
- Fontenay-le-Comte, Francie
- Dierdorf, Německo
- Maišiagala, Litva
- Fonyód, Maďarsko

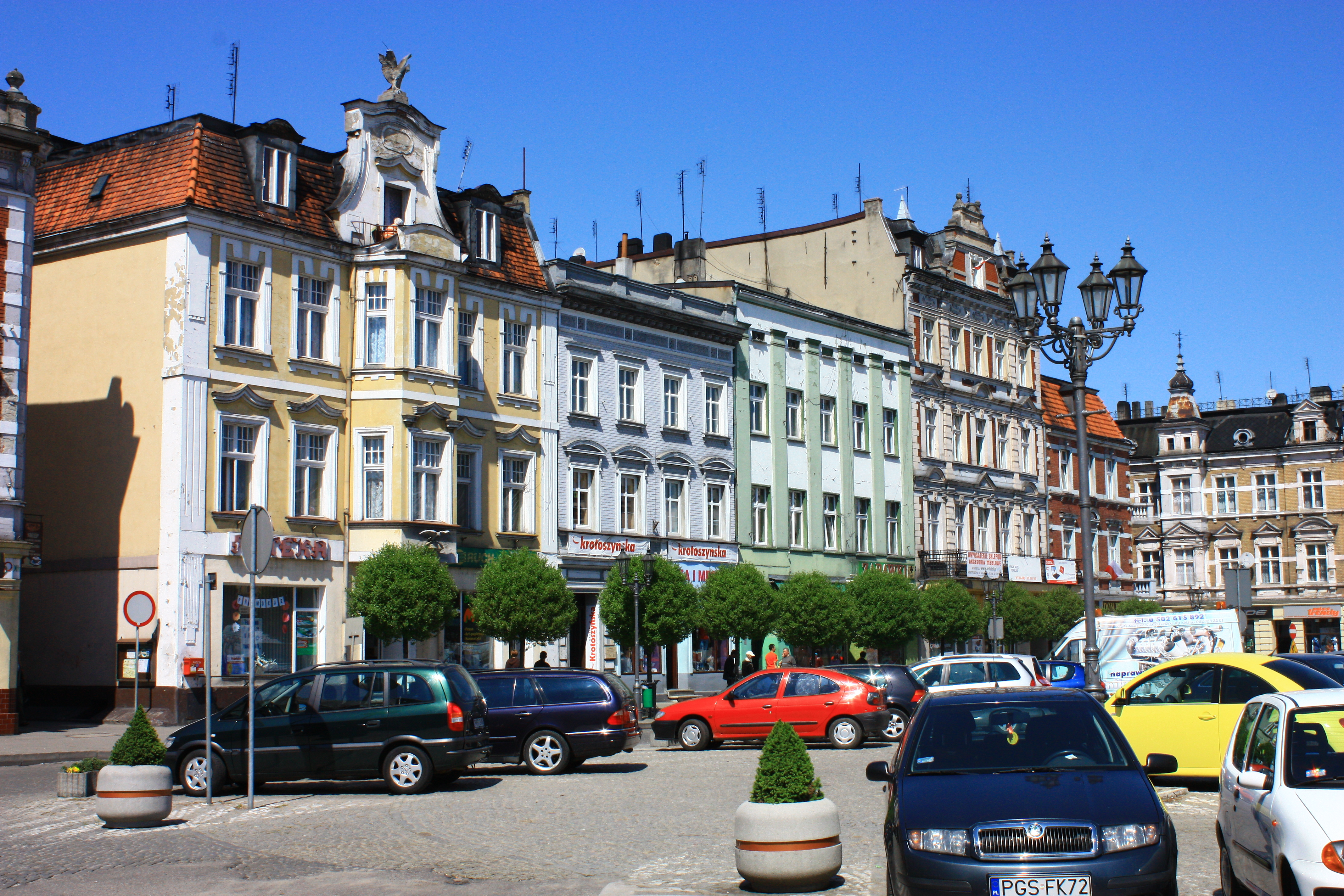
Historické měšťanské domy na náměstí
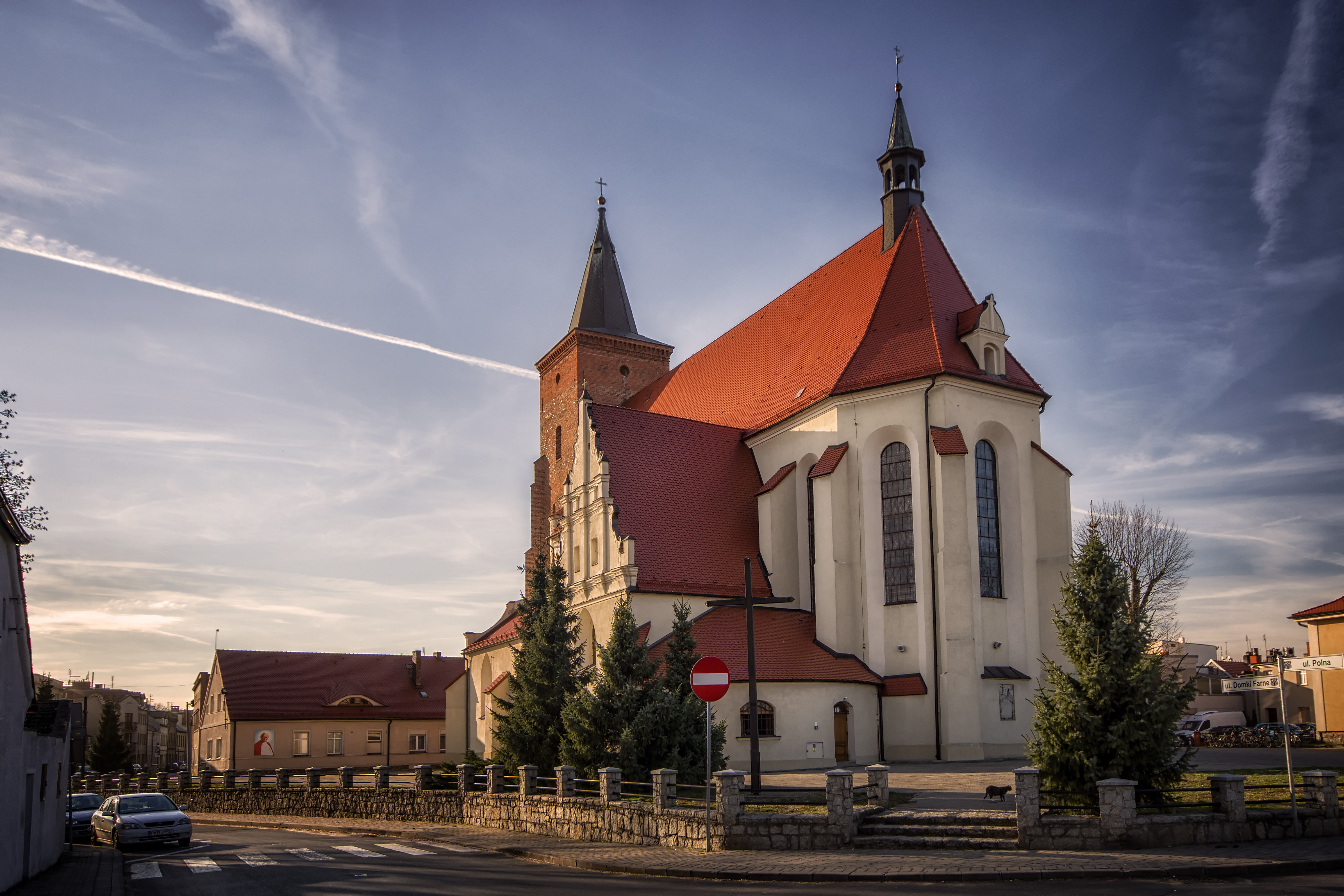
Gotický kostel sv. Jana Křtitele
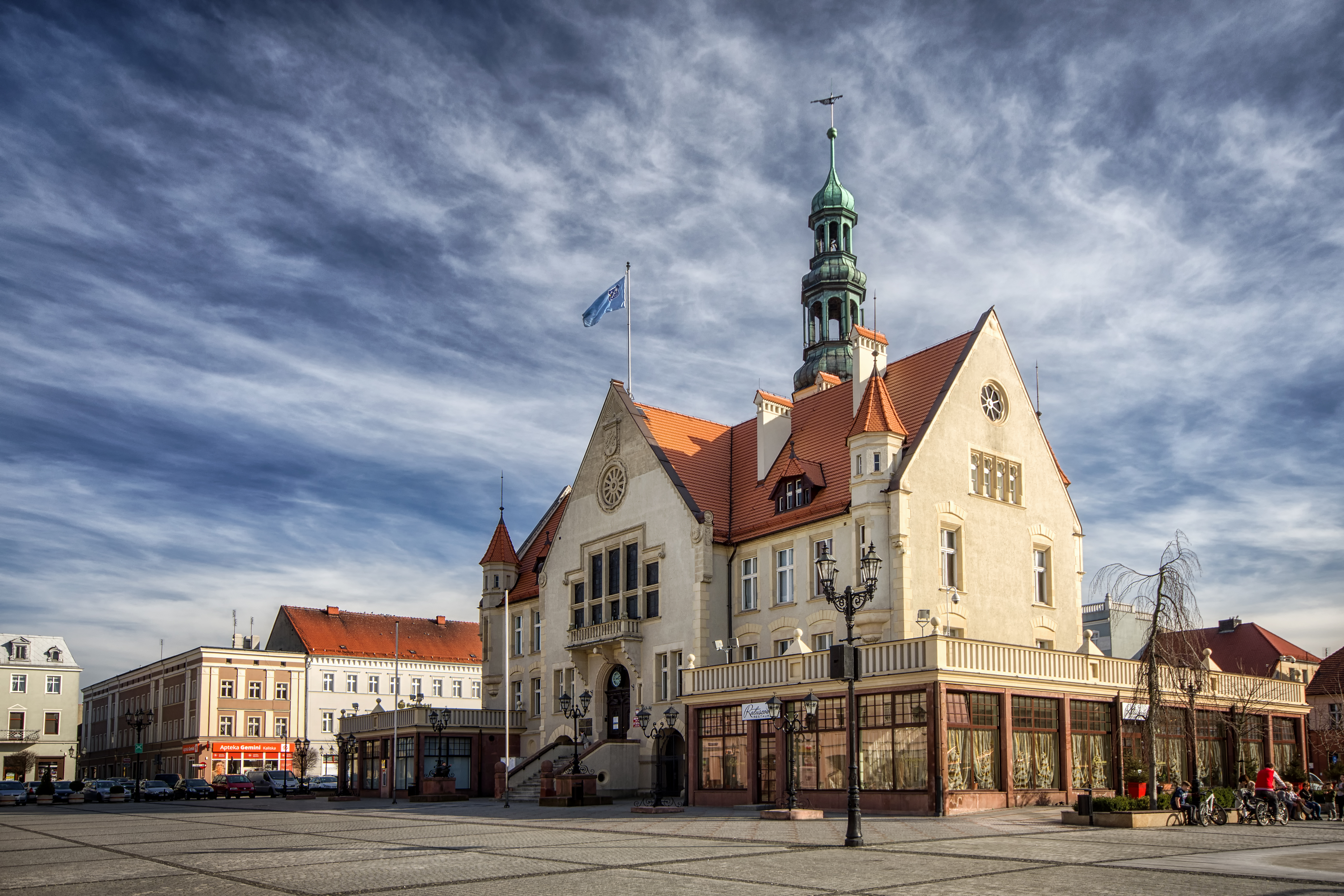
Kratošínská radnice
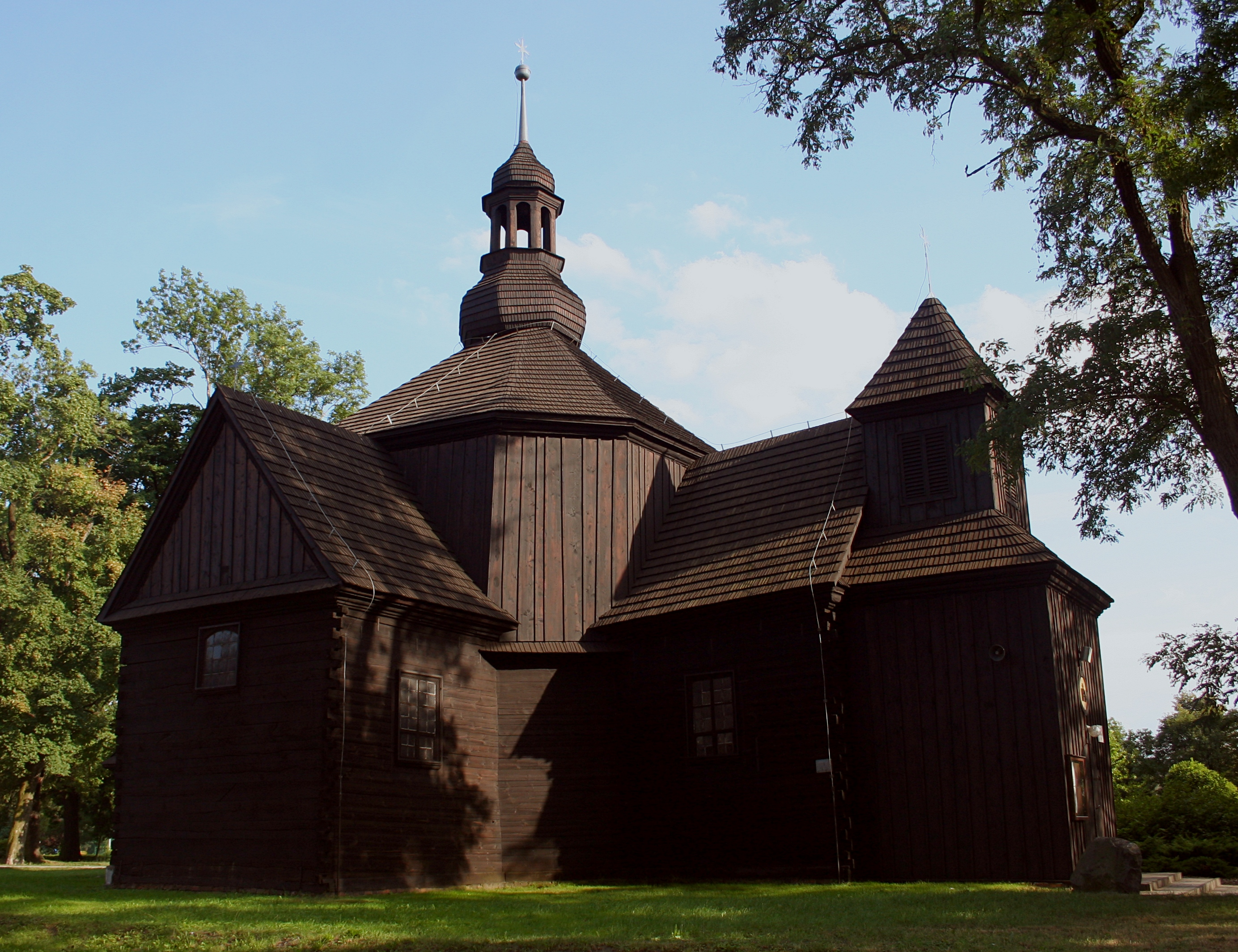
Zachovalý starý dřevěný kostel sv. Fabiána, Rocha a Šebestiána
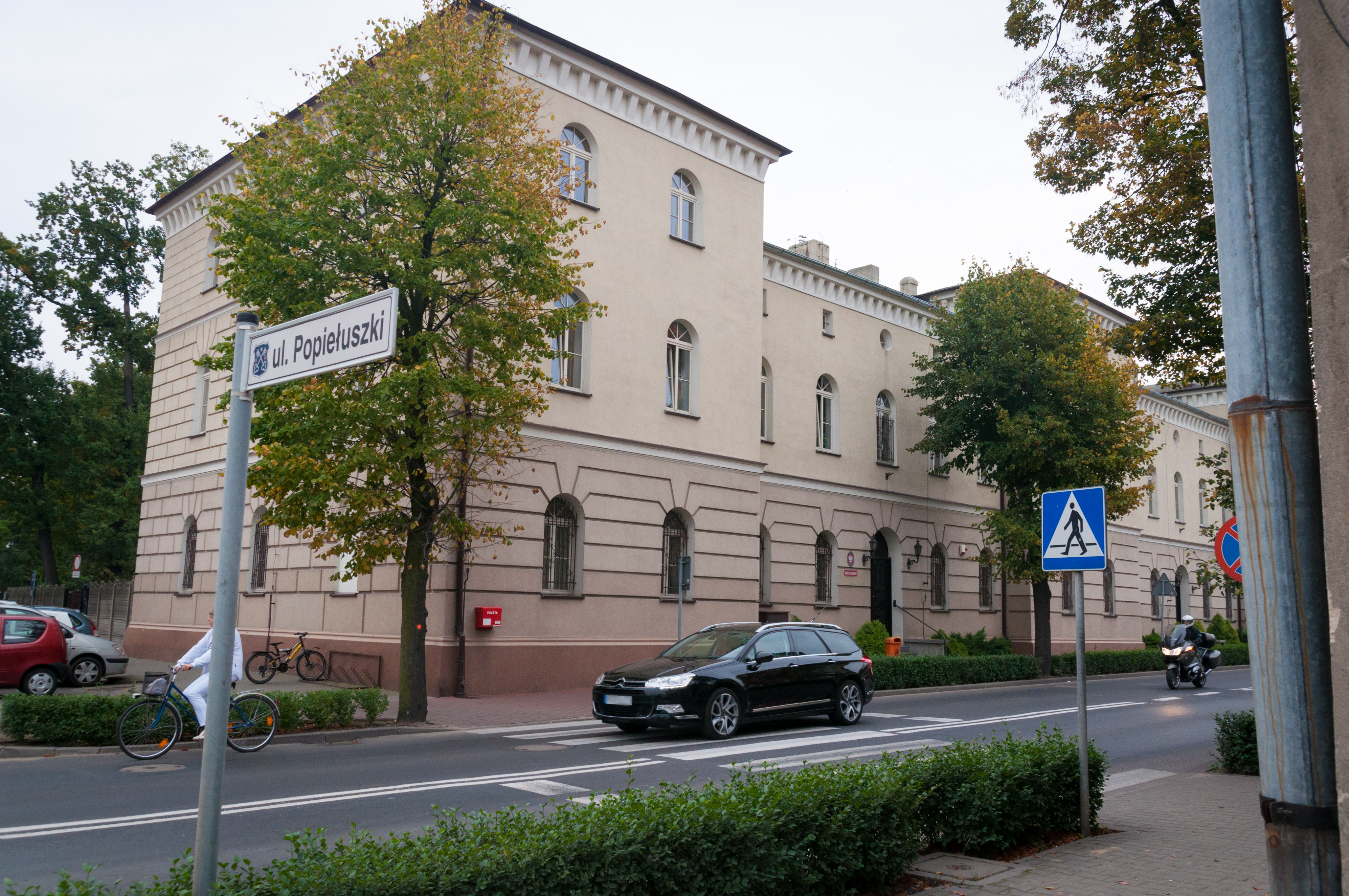
Okresní soud
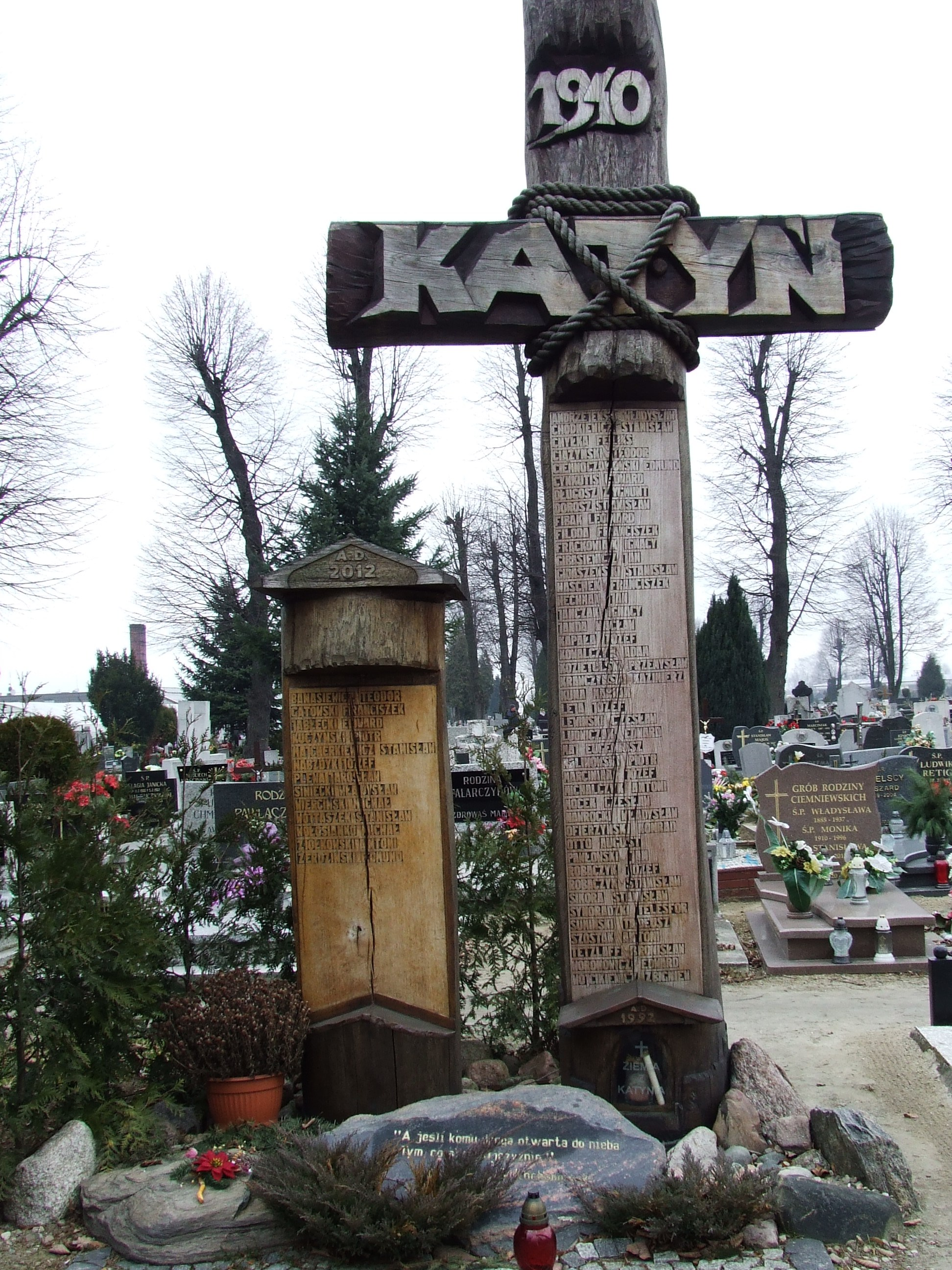
Památník masakru v Katyni na obecním hřbitově